# Gilbertaster
Gilbertaster är ett släkte av sjöstjärnor. Gilbertaster ingår i familjen ledsjöstjärnor.
Kladogram enligt Catalogue of Life:
| Gilbertaster | \| \| Gilbertaster anacanthus \| \| \| \| \| \| Gilbertaster caribaea \| \| \| \| |
|              | \| \| Gilbertaster anacanthus \| \| \| \| \| \| Gilbertaster caribaea \| \| \| \| |
|              | Gilbertaster anacanthus                                                           |
|              |                                                                                   |
|              | Gilbertaster caribaea                                                             |
|              |                                                                                   |